# Chrášťany (powiat Rakovník)
Chrášťany – gmina w Czechach, w powiecie Rakovník, w kraju środkowoczeskim. Według danych z dnia 1 stycznia 2021 liczyła 660 mieszkańców.